# Ducado de Solferino
El ducado de Solferino es un título nobiliario español, creado el 21 de diciembre de 1717 por el rey Felipe V, a favor de Francisco Gonzaga y Pico de la Mirandola.
Su denominación hace referencia a la localidad de Solferino, provincia de Mantua, en la región de Lombardía, en el norte de Italia.

## Duques de Solferino
|                       | Titular                                               | Periodo               |
| Creación por Felipe V | Creación por Felipe V                                 | Creación por Felipe V |
| --------------------- | ----------------------------------------------------- | --------------------- |
| I                     | Francisco Gonzaga y Pico de la Mirandola              | 1717-1758             |
| II                    | María Luisa Gonzaga y Caracciolo                      | 1758-1773             |
| III                   | José María Pignatelli de Aragón y Gonzaga             | 1773-1774             |
| IV                    | Juan Luis Fernández de Heredia                        | 1774-1801             |
| V                     | Armando Casimiro Luis de Aragón y Egmond              | 1802-1809             |
| VI                    | Juan Domingo Pignatelli de Aragón y Gonzaga           | 1816-1819             |
| VII                   | Juan Domingo Pignatelli de Aragón y Wall              | 1819-1823             |
| VIII                  | Juan Bautista Pignatelli de Aragón y Belloni          | 1823-1824             |
| IX                    | María de la Concepción Pignatelli de Aragón y Belloni | 1847-1859             |
| X                     | Manuel María de Llanza y Pignatelli de Aragón         | 1868-1927             |
| XI                    | Luis Gonzaga de Llanza y Bobadilla                    | 1928-1970             |
| XII                   | Carlos Luis de Llanza y Domecq                        | 1972-actual titular   |

## Historia de los duques de Solferino
- Francisco Gonzaga y Pico de la Mirandola (1684-7 de febrero de 1758), I duque de Solferino,[1] príncipe del Sacro Romano Imperio y caballero del Toisón de Oro. Era hijo de Francisco Gonzaga (1648-1725), III príncipe di Castiglione, y de Laura Pico de la Mirandola (1660-1720).

Casó en primeras nupcias, el 26 de septiembre de 1716, con Isabel Zacarías Ponce de León y Lancastre, hija de Manuel Ponce de León y Fernández de Córdoba, VI duque de Arcos etc., y de María de Guadalupe de Lancastre y Cárdenas, I duquesa de Aveyro, VI duquesa de Aveiro, en Portugal. Sin descendientes. Contrajo un segundo matrimonio. el 6 de agosto de 1722, con  Giulia Quitteria Caracciolo di San Buono y Ruffo. Le sucedió, de su segundo matrimonio, su hija:
- María Luisa Gonzaga y Caracciolo (1726-12 de octubre de 1773), II duquesa de Solferino.[2]

Casó, el 17 de agosto de 1741, con Joaquín Atanasio Pignatelli de Aragón y Moncayo, V marqués de Mora, IV marqués de Coscojuela, XVI conde de Fuentes y VIII conde de Castillo de Centellas. Le sucedió su hijo:
- José María Pignatelli de Aragón y Gonzaga (1744-27 de marzo de 1774), III duque de Solferino.[4]

Casó, el 6 de abril de 1760, con María Ignacia del Pilar Abarca de Bolea y Fernández de Híjar. Sin descendientes. Le sucedió su hermano:
- Juan Luis  Fernández de Heredia (antes Pignatelli de Aragón y Gonzaga) (Zaragoza, 23 de enero de 1749-Madrid, 8 de octubre de 1801), IV duque de Solferino,[4] V marqués de Coscojuela,[5] XVII conde de Fuentes, VII conde del Castillo de Centelles,  y VII marqués de Mora de Rubielos, tres veces grande de España, príncipe del Sacro Romano Imperio, etc.[6]

Casó el 28 de julio de 1768 con Alfonsina Luisa de Egmond Pignatelli (1751-1788), hija de Casimiro Pignatelli de Egmond, XII conde de Egmond, grande de España de primera clase, etc. y de su esposa Blanca Alfonsina San Severino de Aragón. Le sucedió su hijo:
- Armando Casimiro Luis de Aragón y Egmond (París, 28 de septiembre de 1770-Zaragoza, 8 de marzo de 1809),  V duque de Solferino,[4] VI marqués de Coscojuela,[7] XVIII conde de Fuentes, XIII conde de Egmond, cuatro veces grande de España, etc.

Le sucedió su tío carnal:
- Juan Domingo Pignatelli de Aragón y Gonzaga (Turín, 27 de enero de 1757-Madrid, 9 de noviembre de 1819), VI duque de Solferino,[4] VII marqués de Coscojuela,[7] XIX conde de Fuentes, X marqués de Mora de Rubielos, IX conde del Castillo de Centelles, tres veces grande de España, etc.

Casó el 6 de agosto de 1794, en Zamora, con María Trinidad Wall y Manrique de Lara (1774-1836), dama de la Orden de María Luisa, hija de Eduardo Wall y Porcell y de María de la Concepción Manrique de Lara y Mayoral, III condesa de Armíldez de Toledo y señora de Loranque el Grande. Le sucedió su hijo:
- Juan Domingo Pignatelli de Aragón y Wall (Zamora, 29 de abril de 1795-Madrid, 3 de noviembre de 1823), VII duque de Solferino,[4] VIII marqués de Coscojuela,[7] XX conde de Fuentes, XI de Mora de Rubielos y X del Castillo de Centelles, tres veces grande de España, etc.

Contrajo un primer matrimonio en 1821 con María de la Salud Manrique de Lara Mosquera (1805-1822), II condesa de Armildez de Toledo, hija de Jerónimo Manrique de Lara y Mayoral, vizconde de Loranque el Grande, y de María Gertrudis Pacheco Mosquera y Muriel, marquesa de la Olmeda. Se casó en segundas nupcias el 12 de diciembre de 1822 en Madrid con Adelaida Belloni y Meroni (1804-1858). Le sucedió su hijo del segundo matrimonio:
- Juan Bautista Pignatelli de Aragón y Belloni (Madrid, 14 de marzo de 1823-Madrid, 4 de mayo de 1824), VIII duque de Solferino,[4] IX marqués de Cosquejuela,[7]XXI conde de Fuentes, VII marqués de Mora de Rubielos, XI conde del Castillo de Centelles, tres veces grande de España y príncipe del Sacro Romano Imperio.

Falleció en la infancia y le sucedió su hermana:
- María Concepción Pignatelli de Aragón y Belloni (m. 27 de junio de 1859), IX duquesa de Solferino,[4] X marquesa de Cosquejuela,[7] dos veces grande de España.

Casó, el 4 de julio de 1849, con Benito Llanza y Esquivel. Sucedió su hijo:
- Manuel de Llanza y Pignatelli de Aragón (m. 18 de julio de 1927), X duque de Solferini[4] y XI marqués de Cosquejuela,[7] dos veces grande de España.

Casó, el 16 de julio de 1881, con María Asunción de Bobadilla y Martínez de Arizala. Sucedió su hijo:
- Luis Gonzaga de Llanza y Bobadilla (m. 28 de diciembre de 1970), XI duque de Solferino[4] y XII marqués de Cosquejuela.[7]

Casó, el 7 de abril de 1913, con María Dolores Albert y Despujol. Sucedió su nieto, hijo de Carlos de Llanza y Albert y de su esposa Petra Domecq y de la Riva:
- Luis Gonzaga de Llanza y de Bobadilla (m. 28 de diciembre de 1970), XI duque de Solferino[4] y XII marqués de Cosquejuela.[7]

Casó, el 7 de abril de 1913, con María Dolores Albert y Despujol. Sucedió su nieto, hijo de Carlos de Llanza y Albert, XVIII duque de Monteleón, grande de España, y de su esposa Petra Domecq y de la Riva:
- Carlos de Llanza y Domecq, XII duque de Solferino,[4][11] y XIII marqués de Cosquejuela,[7] dos veces grande de España.

Casó en primeras nupcias, en 1969, con María Victoria Ortiz Fernández. Contrajo un segundo matrimonio en 1998 con Margarita Rivas Rico.